# Areias (Ferreira do Zêzere)
Areias ist eine Gemeinde (Freguesia) im portugiesischen Kreis Ferreira do Zêzere. In ihr leben 1488 Einwohner (Stand 30. Juni 2011).